# پوینت آو راک (مریلند)
پوینت آو راک (به انگلیسی: Point of Rocks) یک محدوده ثبت‌نشده در  شهرستان فردریک ایالت مریلند کشور ایالات متحده آمریکا است که جمعیت آن در سرشماری سال ۲۰۱۰ میلادی، ۱٬۴۶۶ نفر بوده‌است.